# Thorvald Mejdell
Thorvald Mejdell, född 21 september 1824 i Ringsaker, Hedemarkens amt, död 28 oktober 1908, var en norsk skogsman. Han var brorson till Jacob Gerhard Meydell och bror till Nicolai Mejdell.
Mejdell var 1857-1874 forstmästare i Hedemarken och hans verksamhet på denna post blev av grundläggande betydelse. Viktigast bland hans skogsavhandlingar är Om foranstaltninger til en mere huusholderisk behandling af Norges skove (1858).